# Пер (Канталь)
Пер (фр. и окс. Pers) — коммуна во Франции, находится в регионе Овернь. Департамент — Канталь. Входит в состав кантона Сен-Маме-ла-Сальвета. Округ коммуны — Орийак.
Код INSEE коммуны — 15150.
Коммуна расположена приблизительно в 450 км к югу от Парижа, в 120 км юго-западнее Клермон-Феррана, в 17 км к западу от Орийака.

## Население
Население коммуны на 2008 год составляло 297 человек.
| 1962 | 1968 | 1975 | 1982 | 1990 | 1999 | 2008 |
| ---- | ---- | ---- | ---- | ---- | ---- | ---- |
| 293  | 327  | 266  | 244  | 209  | 234  | 297  |

## Экономика
В 2007 году среди 175 человек в трудоспособном возрасте (15—64 лет) 127 были экономически активными, 48 — неактивными (показатель активности — 72,6 %, в 1999 году было 64,0 %). Из 127 активных работали 114 человек (76 мужчин и 38 женщин), безработных было 13 (6 мужчин и 7 женщин). Среди 48 неактивных 7 человек были учениками или студентами, 22 — пенсионерами, 19 были неактивными по другим причинам.

## Фотогалерея
- Церковь
- Автодром для картинга
- Карта коммуны